# Ikarus 261
Ikarus 261 — автобус большой вместимости, выпускавшийся с 1982 по 1983 год венгерской фирмой Ikarus.

## Описание
Ikarus 261 был разработан в 1978 году заводским подразделением Ikarus в Маттиасланде. Механически он идентичен автобусу Ikarus 260. Из-за расположения двигателя ни один Ikarus 261 не выпускался с тремя дверьми.
Ikarus 261 предназначался для эксплуатации в странах с левосторонним движением. В разное время автобусы Ikarus 261 поступали в Мозамбик, Анголу и Танзанию. Всего было выпущено 55 экземпляров, из которых 51 поступило в Мозамбик, 3 — в Анголу и 1 — в Танзанию.

## Технические характеристики
Ikarus 261 приводился в движение шестицилиндровым дизельным двигателем Raba-MAN D2156 HM6U рабочим объёмом 10350 см3, мощностью 142 кВт (192 л. с.) и крутящим моментом 697 Н·м при 1300 об/мин или же двигателем Raba-MAN D2356 HM6U рабочим объёмом 10690 см3, мощностью 162 кВт (220 л. с.) и крутящим моментом 765 Н·м.